# Salzgitter-Eisenbahn 59–66
Die Lokomotiven Salzgitter-Eisenbahn 59–66 waren Heißdampflokomotiven der Salzgitter-Eisenbahn für den Werksverschub. Sie wurden 1938 von Krauss-Maffei für die Reichswerke Hermann Göring gebaut.
Sie wurden in den 1960er Jahren ausgemustert und verschrottet.

## Geschichte
Zeitgleich mit den ersten Lokomotiven von Jung wurden diese Lokomotiven an die Reichswerke ausgeliefert. Sechs Lokomotiven gingen an die Reichswerke in Linz, die Lokomotiven mit den Fabriknummern 15694 und 15695 wurden nach Salzgitter ausgeliefert.
Nach dem Zweiten Weltkrieg wurden alle acht Lokomotiven bei den Stahlwerken in Salzgitter geführt.:331 Sie waren noch bis Anfang der 1960er Jahre im Werksverschub im Einsatz und wurden dann ausgemustert sowie verschrottet.:341

## Technik
Die Lokomotiven waren mit Überhitzer ausgerüstet. Auf dem Stehkesselscheitel war der Dampf- sowie der Sanddom angeordnet. Dieser wirkte pneumatisch und sandete die mittlere Achse beidseitig und die Endachsen jeweils in der Fahrtrichtung. Der feste Achsstand wird mit 1.500 mm angegeben, welche Achse seitenverschiebbar gehalten wurde, ist nicht bekannt.